# Kozji Vrh (Čabar)
 Kozji Vrh  falu Horvátországban, a Tengermellék-Hegyvidék megyében. Közigazgatásilag Čabarhoz tartozik.

## Fekvése
Fiumétól 35 km-re északkeletre, községközpontjától 5 km-re északnyugatra, a horvát Hegyvidék nyugati részén a szlovén határ mellett fekszik.

## Története
A településnek 1857-ben 140, 1910-ben 132 lakosa volt. A trianoni békeszerződésig Modrus-Fiume vármegye Čabari járásához tartozott. 2011-ben 60 lakosa volt.

## Lakosság
| Lakosság változása | Lakosság változása | Lakosság változása | Lakosság változása | Lakosság változása | Lakosság változása | Lakosság változása | Lakosság változása | Lakosság változása | Lakosság változása | Lakosság változása | Lakosság változása | Lakosság változása | Lakosság változása | Lakosság változása | Lakosság változása |
| ------------------ | ------------------ | ------------------ | ------------------ | ------------------ | ------------------ | ------------------ | ------------------ | ------------------ | ------------------ | ------------------ | ------------------ | ------------------ | ------------------ | ------------------ | ------------------ |
| 1857               | 1869               | 1880               | 1890               | 1900               | 1910               | 1921               | 1931               | 1948               | 1953               | 1961               | 1971               | 1981               | 1991               | 2001               | 2011               |
| 140                | 167                | 115                | 122                | 139                | 132                | 106                | 152                | 91                 | 90                 | 88                 | 94                 | 90                 | 80                 | 76                 | 60                 |

## Nevezetességei
A Hétfájdalmú Szűzanya tiszteletére szentelt kápolnája 1851 körül épült egy korábbi kápolna helyén. Mai formáját az 1900-as években végzett átépítés után nyerte el. Egykor rendkívül kedvelt zarándokhely volt, ahova a szomszédos Szlovéniából is sokan érkeztek. Több legenda fűződik hozzá. .